# Những nhạc sĩ thành Bremen

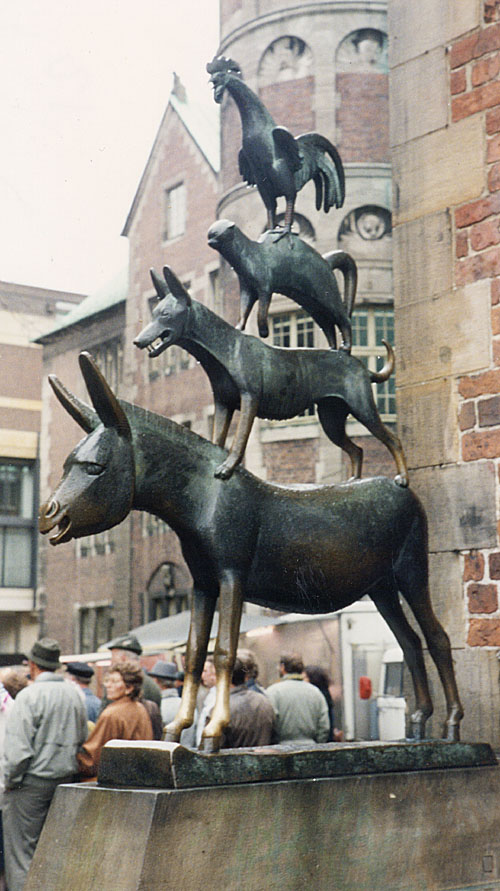
Một bức tượng đồng của Gerhard Marcks mô tả các nhạc sĩ thành Bremen nằm ở Bremen, Đức. Bức tượng được dựng vào năm 1953.

Những nhạc sĩ thành Bremen (tiếng Đức: Die Bremer Stadtmusikanten) là một truyện cổ tích nổi tiếng được sáng tác bởi  anh em nhà Grimm và được xuất bản trong tập Truyện cổ Grimm vào năm 1819.

## Nội dung
Truyện kể về bốn con vật nuôi trong nhà là lừa, chó, mèo, gà trống đã già nua và bị người chủ của chúng muốn giết chúng đi. Vậy là cả bốn con vật cùng nhau lên đường đến thành Bremen với ý định trở thành nhạc sĩ ở đó. Trái ngược với tiêu đề của truyện, bốn con vật  đã đánh bại được bọn cướp và chuyển sang sống trong ngôi nhà cũ của bọn chúng tới hết đời mà không tới thành Bremen.

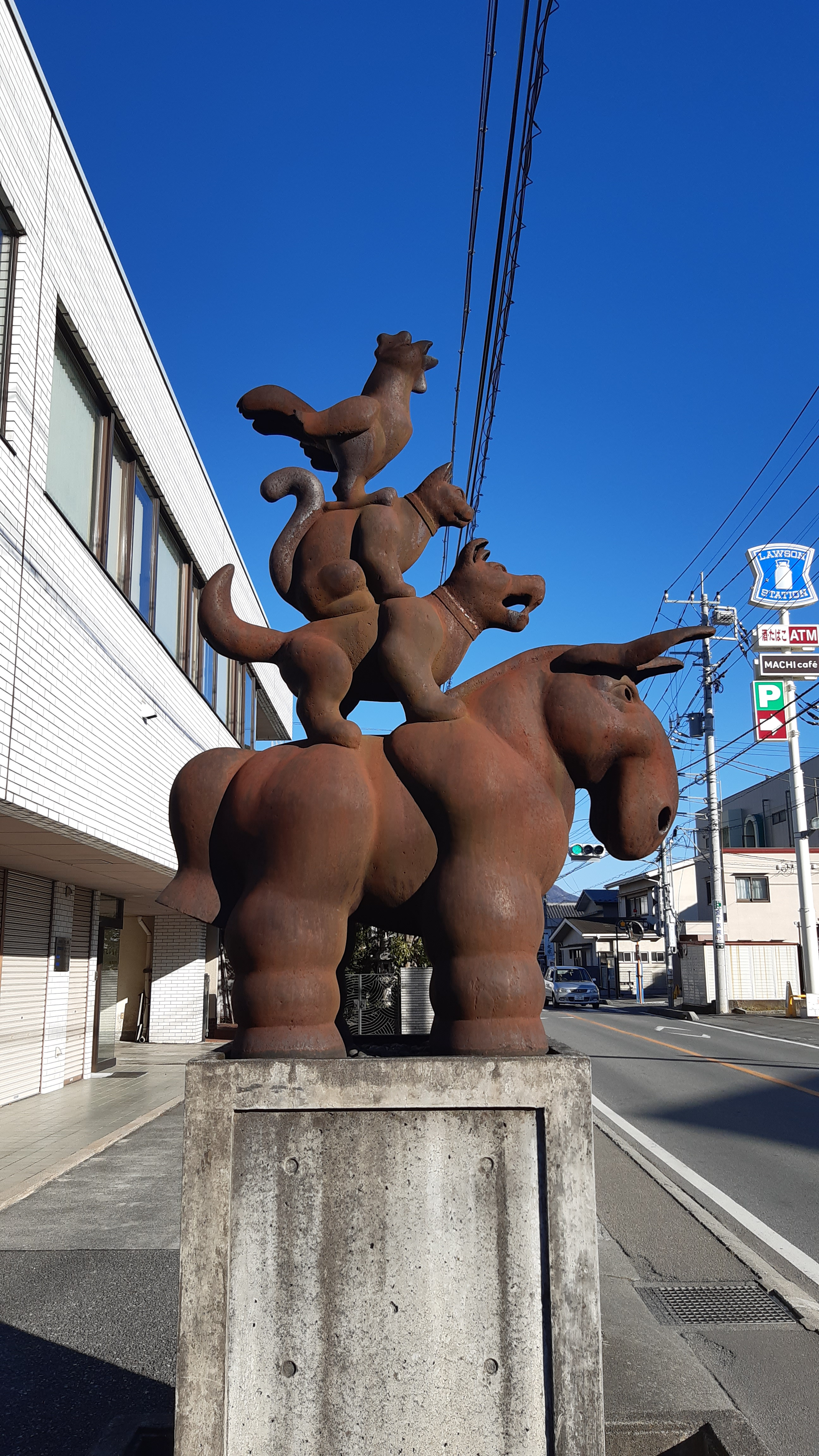
Tượng những nhạc sĩ thành Bremen ở Fujikawaguchiko, Nhật Bản.